# Auf Christi Himmelfahrt allein, BWV 128

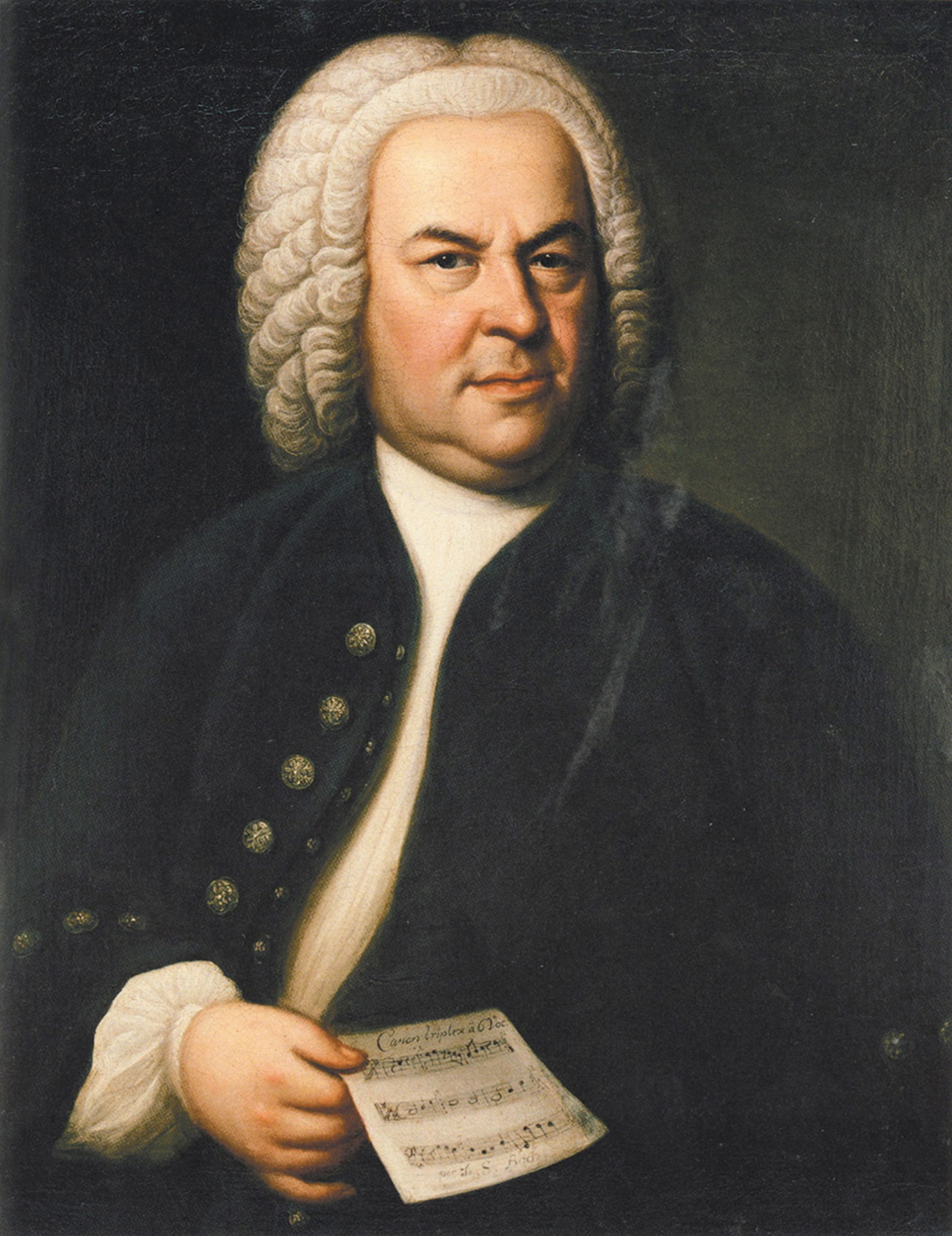
Johann Sebastian Bach, compositor de la cantata.

Auf Christi Himmelfahrt allein, BWV 128 (Sólo sobre la ascensión de Cristo al cielo) es una cantata de iglesia de Johann Sebastian Bach, que compuso en Leipzig para el Día de la Ascensión y la interpretó por primera vez el 10 de mayo de 1725.

## Historia y texto
Johann Sebastian Bach compuso la cantata en su segundo año en Leipzig para el Día de la Ascensión. Las lecturas prescritas para el día de la fiesta fueron de los Hechos de los Apóstoles, Jesús les dijo a sus discípulos que predicaran y bautizaran, y su Ascensión (Hechos 1:1-11), y del Evangelio de Marcos (Marcos 16:14-20). En su segundo año en Leipzig, Bach había compuesto cantatas corales entre el primer domingo después de la Trinidad y el Domingo de Ramos, pero para Pascua volvió a las cantatas sobre textos más variados, posiblemente porque perdió a su libretista. Nueve de sus cantatas para el período entre Pascua y Pentecostés se basan en textos de Christiana Mariana von Ziegler, incluida esta cantata. Luego insertó la mayoría de ellos en su tercer ciclo anual, pero mantuvo este y Also hat Gott die Welt geliebt, BWV 68 para Pentecostés en su segundo ciclo anual, posiblemente porque ambos comienzan con una fantasía coral como las cantatas corales, mientras que muchos de los otros comienzan con un solo de bajo como vox Christi.
El poeta, que tiende a expresar una visión personal y escribe en primera persona, tomó el tema de la cantata de la primera estancia de la coral de Ernst Sonnemann a partir de Josua Wegelin (1636): una vez que Jesús ascendió al cielo, no queda nada que me mantenga en la tierra, ya que se me prometió verlo «de cara a cara», una paráfrasis de 1 Corintios 13. En el segundo movimiento alude a la Transfiguración de Jesús (Mateo 17:4), el tercer movimiento ve el poder incomprensible de Jesús en todas partes, no restringido a un lugar determinado. Me levantará a su diestra, según Mateo 25:33, y juzgadme bien, según la coral de cierre, la cuarta estancia de «O Jesu, meine Lust» de Matthäus Avenarius.
El texto de Ziegler en su versión impresa de 1728 y el texto de la cantata difieren, posiblemente modificado por el propio Bach. Por ejemplo, un aria y un recitativo se combinan en un movimiento insertando «wo mein Erlöser lebt» (donde vive mi redentor) como conexión.
Bach interpretó la cantata por primera vez el 10 de mayo de 1725.

## Partitura y estructura
La cantata consta de cinco movimientos y está musicalizada festivamente para tres solistas vocales, alto, tenor y bajo, un coro de cuatro partes, dos trompas, dos oboes, oboe de amor, oboe de caza, dos violines, viola y bajo continuo. La instrumentación es especialmente rica y variada, observa Julian Mincham: «Como corresponde a su importancia, las fuerzas instrumentales son relativamente grandes e impresionantes; dos trompas, oboes de todo tipo, cuerdas y continuo y últimamente una trompeta».
1. Coro: Auf Christi Himmelfahrt allein
2. Recitativo (tenor): Ich bin bereit, komm, hole mich
3. Aria y recitativo (bajo): Auf, auf, mit hellem Schall
4. Aria (alto, tenor): Sein Allmacht zu ergründen
5. Coral: Alsdenn so wirst du mich

## Música
En el coro de apertura, la coral con la melodía del Gloria alemán Allein Gott in der Höh sei Ehr de Nikolaus Decius está integrado en un concierto orquestal. El cantus firmus está en la soprano en notas largas, mientras que las voces más bajas se dedican a la imitación. Bach derivó los motivos altamente figurativos de los instrumentos de la melodía coral: tanto una señal tocada primero por las cuerdas y oboes, luego las dos trompas, luego un tema de fuga. Ambos motivos contienen notas de la primera línea de la melodía en el mismo orden que en la melodía, la señal contiene las cinco primeras notas, el sujeto de la fuga las nueve notas.
Bach usó la trompeta, el instrumento real del barroco, sólo en el tercer movimiento para simbolizar el reinado de Jesús. La trompeta aparece primero en el ritornello, que es repetido por la voz y nuevamente con la voz incrustada. Después de una sección intermedia, la primera parte del aria no se repite da capo; en cambio, la línea agregada se establece como un recitativo acompañado de cuerdas, seguido sólo por una repetición del ritornello.
El siguiente dúo es de carácter íntimo. El instrumento obbligato está marcado como «organo» en la partitura, pero la música está escrita en la parte de oboe y parece haber sido compuesta para un oboe de amor. Posiblemente, Bach cambió sus intenciones durante el proceso de composición, o pudo haber cambiado el marcado más tarde. Max Reger utilizó el tema ritornello del movimiento para su Bach-Variationen op. 81.
La cantata se cierra con una coral de cuatro partes, la mayoría de los instrumentos tocan colla parte, mientras que las trompas tocan diferentes partes debido a su registro limitado.

## Grabaciones
- Bach Made in Germany Vol. 1 – Cantatas V, Günther Ramin, Thomanerchor, Gewandhausorchester,  Lotte Wolf-Matthäus, Gert Lutze, Johannes Oettel, Eterna 1953
- Bach: 13 Sacred Cantatas & 13 Sinfonias, Helmut Winschermann, Kantorei Barmen-Gemarke, Deutsche Bachsolisten, Julia Hamari, Kurt Equiluz, Hermann Prey, Philips 1971
- Die Bach Kantate Vol. 35, Helmuth Rilling, Gächinger Kantorei, Bach-Collegium Stuttgart, Gabriele Schreckenbach, Aldo Baldin, Wolfgang Schöne, Hänssler 1981
- J. S. Bach: Das Kantatenwerk – Sacred Cantatas Vol. 7, Gustav Leonhardt, Knabenchor Hannover, Collegium Vocale Gent, Leonhardt-Consort, René Jacobs, Kurt Equiluz, Max van Egmond, Teldec 1983
- J. S. Bach: Ascension Cantatas, John Eliot Gardiner, Monteverdi Choir, English Baroque Soloists, Robin Blaze, Christoph Genz, Reinhard Hagen, Archiv Produktion 1993
- Bach Edition Vol. 12 – Cantatas Vol. 6, Pieter Jan Leusink, Holland Boys Choir, Netherlands Bach Collegium, Sytse Buwalda, Nico van der Meel, Bas Ramselaar, Brilliant Classics 1999
- J. S. Bach: Complete Cantatas Vol. 15, Ton Koopman, Amsterdam Baroque Orchestra & Choir, Bogna Bartosz, Jörg Dürmüller, Klaus Mertens, Antoine Marchand 2001
- J. S. Bach: Cantatas Vol. 35 (Cantatas from Leipzig 1725), Masaaki Suzuki, Bach Collegium Japan, Robin Blaze, Makoto Sakurada, Peter Kooy, BIS 2001